# Caspar-David-Friedrich-Gesellschaft

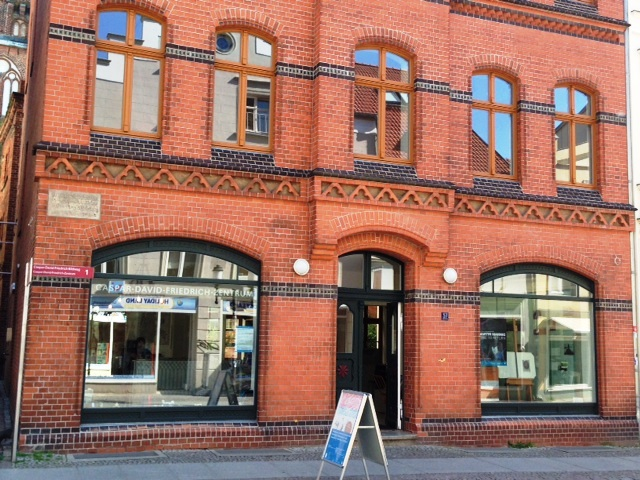
Caspar-David-Friedrich-Zentrum, Greifswald, Lange Straße 57 (2014)

Die Caspar-David-Friedrich-Gesellschaft  e. V. ist eine 1998 gegründete Publikumsgesellschaft, die sich als gemeinnütziger und eingetragener Verein mit Sitz in Greifswald dem Maler Caspar David Friedrich widmet.

## Aufgaben
Die Caspar-David-Friedrich-Gesellschaft  hat sich zum Ziel gesetzt, das Erbe des Malers Caspar David Friedrich zu bewahren und dessen Verbreitung zu fördern. Zu den Aufgaben gehören die Forschung zu Leben und Werk Friedrichs, Ausstellungen, Führungen und Publikationen. Die Gesellschaft betreibt das Caspar-David-Friedrich-Zentrum in Greifswald, lobt den Caspar-David-Friedrich-Preis aus und veranstaltet die Caspar-David-Friedrich-Vorlesungen im Alfried Krupp Wissenschaftskolleg Greifswald.

## Geschichte
Der Verein wurde 1998 in Greifswald gegründet. Seit 2004 betreibt die Gesellschaft im Hinterhaus des Gebäudekomplexes Lange Straße 57 das Caspar-David-Friedrich-Zentrum mit der historischen Friedrichschen Seifensiederei an Friedrichs Geburtsstätte und hat dort ihren Sitz. 2008 erfolgte die Einrichtung eines Caspar-David-Friedrich-Bildweges in Greifswald. 2011 wurde das Caspar-David-Friedrich-Zentrum um das sanierte Vorderhaus erweitert und eine Galerie eingerichtet. Die Gesellschaft wird von einem vierköpfigen Vorstand geleitet, Vorsitzende ist Hannelore Kohl. Von 1999 bis 2014 war die Kunstprofessorin Dagmar Lißke Vorsitzende der Gesellschaft.

## Caspar-David-Friedrich-Preis
Der Caspar-David-Friedrich-Preis wird seit 2001 vergeben. Ausgezeichnet werden innovative Ansätze in der zeitgenössischen Kunst. Bewerben können sich Kunststudierende, deren Ausbildung an den biografischen Orten Friedrichs  in Greifswald, Kopenhagen und Dresden erfolgt. Für den Wettbewerb sollen künstlerische Arbeiten eingereicht werden, die sich mit aktuellen Fragestellungen zum Verhältnis von Mensch, Natur und Kunst auseinandersetzen und in einem geistigen Bezug zum Werk Caspar David Friedrichs stehen. Der Preis ist dotiert mit 2500 Euro, einer Ausstellung in Greifswald und der Herausgabe einer Postkartenserie.

### Preisträger
- 2001: Kathrin Becker, Caspar-David-Friedrich-Institut der Ernst-Moritz-Arndt-Universität Greifswald
- 2002: Johanna Domke, Königlich Dänische Kunstakademie Kopenhagen
- 2003: Elena Kozlova, Caspar-David-Friedrich-Institut der Ernst-Moritz-Arndt-Universität Greifswald
- 2004: Martin Mannig, Hochschule für Bildende Künste Dresden
- 2005: David Buob, Hochschule für Bildende Künste Dresden
- 2006: Jan Kromke, Hochschule für Bildende Künste Dresden
- 2007: Christin Wilcken, Caspar-David-Friedrich-Institut der Ernst-Moritz-Arndt-Universität Greifswald
- 2008: Eva Louise Buus, Königlich Dänische Kunstakademie Kopenhagen
- 2009: Martha Damus, Caspar-David-Friedrich-Institut der Ernst-Moritz-Arndt-Universität Greifswald
- 2010: Denise Winter, Hochschule für Bildende Künste Dresden
- 2011: Magnus Sönning, Hochschule für Bildende Künste Dresden
- 2013: Clemens Tremmel, Hochschule für Bildende Künste Dresden
- 2014: Daniel Hoffmann, Hochschule für Bildende Künste Dresden
- 2015: Lukas Janitsch, Hochschule für Bildende Künste Dresden
- 2016: Oliver Petschauer, Caspar-David-Friedrich-Institut der Ernst-Moritz-Arndt-Universität Greifswald
- 2017: Marten Schech, Hochschule für Bildende Künste Dresden
- 2018: Anne-Mai Sønderborg Keldsen, Königlich Dänische Kunstakademie Kopenhagen
- 2019: Mirjam Kroker, Hochschule für Bildende Künste Dresden
- 2020: Ulrich Fischer, Caspar-David-Friedrich-Institut der Universität Greifswald
- 2021: Veronika Pfaffinger, Hochschule für Bildende Künste Dresden
- 2022: Johanna Herrmann, Caspar-David-Friedrich-Institut der Universität Greifswald
- 2023: Isabell Alexandra Meldner, Hochschule für Bildende Künste Dresden